# Athlītikī Enōsī Pontiōn Īraklīs 1908
L'Athlītikī Enōsī Pontiōn Īraklīs 1908, meglio noto come Īraklīs, (in greco Αθλητική Ένωση Ποντίων Ηρακλής 1908) è una società polisportiva greca con sede a Salonicco, nota soprattutto per la sezione calcistica, che milita nella Souper Ligka Ellada 2, la seconda serie del campionato greco di calcio.
Disputa le partite interne allo Stadio Nazionale Kautanzogleio di Salonicco.

## Storia
La squadra trae le proprie origini dall'Omilos Filomouson ("Amici del club musicale"), una società musicale e sportiva fondata a Salonicco nel 1899. Nel 1902 il sodalizio si dotò di un dipartimento sportivo, che prevedeva anche una sezione calcistica. La prima partita di calcio dell'Omilos Filomouson fu giocata il 23 aprile 1905 contro una squadra di nome Union Sportive e fu vinta dall'Omilos per 3-0.
Qualche tempo dopo il club attraversò una serie di difficoltà finanziarie, superate grazie alla fusione con l'Olympia, da cui nacque, il 29 novembre 1908, il Makedonikos Gymnastikos Syllogos  ("Club ginnico macedone"), il cui primo presidente fu un medico, Alkiviadis Maltos. Dopo la rivoluzione dei Giovani Turchi, partita proprio da Salonicco nel 1908, il club fu costretto a cambiare nome e divenne Othomanikós Ellinikós Gymnastikós Sýllogos o Iraklís Thessaloníkis (Οθωμανικός Ελληνικός Γυμναστικός Σύλλογος ο Ηρακλής Θεσσαλονίκης, "Club ginnico greco ottomano Eracle di Salonicco"), in nome del semidio della mitologia greca Eracle (in lingua greca Ηρακλής, Iraklís). La denominazione fu approvata insieme ad un nuovo statuto e a una nuova dirigenza il 13 aprile 1911, in occasione dell'assemblea generale del club. Dopo che Salonicco confluì nel Regno di Grecia, l'operazione di ridenominazione ricevette il placet degli organi giudiziari greci nel 1914 e l'11 gennaio 1915 l'Iraklis divenne un club sportivo pienamente legittimato.
L'8 maggio 2011 fu declassata in seconda divisione per debiti.
Nel maggio 2017 retrocesse sul campo in seconda divisione, ma fu declassata in terza serie con sentenza della giustizia sportiva a causa di problemi finanziari. Nell'ottobre del 2017 fallisce a causa di problemi finanziari e abbandona il campionato.

## Organico

### Rosa 2024-2025
Rosa aggiornata al 8 marzo 2025.
| N. |                               | Ruolo | Calciatore                 |
| -- | ----------------------------- | ----- | -------------------------- |
| 1  | Italia (bandiera)             | P     | Gabriele Marchegiani       |
| 2  | Grecia (bandiera)             | D     | Petros Kaloutsikidis       |
| 3  | Albania (bandiera)            | D     | Klaudio Balliu             |
| 4  | Ghana (bandiera)              | C     | Stephen Hammond            |
| 5  | Grecia (bandiera)             | C     | Orestis Tsintonis          |
| 6  | Grecia (bandiera)             | C     | Antonis Papasavvas         |
| 7  | Guinea Equatoriale (bandiera) | C     | Josete Miranda             |
| 8  | Francia (bandiera)            | C     | Anthony Belmonte           |
| 9  | Albania (bandiera)            | A     | Kristjan Kushta            |
| 10 | Grecia (bandiera)             | C     | Lazaros Christodoulopoulos |
| 11 | Grecia (bandiera)             | C     | Theodoros Tsirigotis       |
| 12 | Grecia (bandiera)             | D     | Antonis Anastasiou         |
| 15 | Grecia (bandiera)             | D     | Apostolos Diamantīs        |
| 17 | Costa d'Avorio (bandiera)     | C     | Cheick Doukouré            |

| N. |                           | Ruolo | Calciatore              |
| -- | ------------------------- | ----- | ----------------------- |
| 19 | Grecia (bandiera)         | D     | Kyriakos Kivrakidīs     |
| 20 | Russia (bandiera)         | C     | Igor' Školik            |
| 21 | Grecia (bandiera)         | C     | Manolis Patralis        |
| 23 | Grecia (bandiera)         | D     | Fotis Pantekidis        |
| 24 | Grecia (bandiera)         | D     | Georgios Sideras        |
| 26 | Grecia (bandiera)         | C     | Panagiotis Kynigopoulos |
| 30 | Grecia (bandiera)         | D     | Konstantinos Dimitriou  |
| 33 | Grecia (bandiera)         | P     | Makis Giannikoglou      |
| 40 | Grecia (bandiera)         | C     | Christos Sioutas        |
| 71 | Grecia (bandiera)         | P     | Dimitrios Moularas      |
| 77 | Grecia (bandiera)         | C     | Ilias Moysidis          |
| 82 | Romania (bandiera)        | P     | Vasile Sova             |
| 91 | Grecia (bandiera)         | P     | Dimitrios Stournaras    |
| 97 | Costa d'Avorio (bandiera) | C     | Jean-Morel Poé          |

### Rosa 2023-2024
Rosa aggiornata al 10 ottobre 2023.
| N. |                    | Ruolo | Calciatore             |
| -- | ------------------ | ----- | ---------------------- |
| 1  | Grecia (bandiera)  | P     | Markos Vellidis        |
| 2  | Grecia (bandiera)  | D     | Konstantinos Panagou   |
| 3  | Grecia (bandiera)  | D     | Dimitrios Sgouris      |
| 5  | Polonia (bandiera) | C     | Sebastian Chrusciel    |
| 6  | Grecia (bandiera)  | C     | Angelos Papasterianos  |
| 7  | Albania (bandiera) | C     | Geron Tocka            |
| 8  | Serbia (bandiera)  | A     | Kosta Aleksić          |
| 10 | Uruguay (bandiera) | C     | Mathías Tomás          |
| 14 | Spagna (bandiera)  | C     | Eneko Capilla          |
| 15 | Uruguay (bandiera) | C     | Damián Silva           |
| 16 | Grecia (bandiera)  | P     | Stefanos Palavrakis    |
| 18 | Grecia (bandiera)  | C     | Manolis Patralis       |
| 19 | Grecia (bandiera)  | A     | Georgios Makris        |
| 20 | Grecia (bandiera)  | C     | Theodoros Chiritrantas |

| N. |                    | Ruolo | Calciatore            |
| -- | ------------------ | ----- | --------------------- |
| 21 | Grecia (bandiera)  | C     | Antonis Baliktsis     |
| 23 | Grecia (bandiera)  | D     | Marios Kostoulas      |
| 25 | Grecia (bandiera)  | D     | Vasilios Vitlis       |
| 27 | Grecia (bandiera)  | D     | Panagiotis Sengergis  |
| 40 | Grecia (bandiera)  | C     | Christos Sioutas      |
| 44 | Belgio (bandiera)  | C     | Denzel Jubitana       |
| 45 | Polonia (bandiera) | C     | Przemysław Mystkowski |
| 64 | Grecia (bandiera)  | C     | Alexandros Doris      |
| 72 | Grecia (bandiera)  | C     | Aristidis Kokkoris    |
| 77 | Grecia (bandiera)  | P     | Dimosthenis Makris    |
| 91 | Grecia (bandiera)  | A     | Giannis Fakis         |
|    | Albania (bandiera) | A     | Kristjan Kushta       |
|    | Uruguay (bandiera) | D     | Emiliano Álvarez      |

### Rosa 2022-2023
Rosa aggiornata al 26 febbraio 2023.
| N. |                    | Ruolo | Calciatore             |
| -- | ------------------ | ----- | ---------------------- |
| 1  | Grecia (bandiera)  | P     | Markos Vellidis        |
| 2  | Grecia (bandiera)  | D     | Konstantinos Panagou   |
| 3  | Grecia (bandiera)  | D     | Dimitrios Sgouris      |
| 5  | Polonia (bandiera) | C     | Sebastian Chrusciel    |
| 6  | Grecia (bandiera)  | C     | Angelos Papasterianos  |
| 7  | Albania (bandiera) | C     | Geron Tocka            |
| 8  | Serbia (bandiera)  | A     | Kosta Aleksić          |
| 10 | Uruguay (bandiera) | C     | Mathías Tomás          |
| 14 | Grecia (bandiera)  | C     | Georgios Kakko         |
| 15 | Uruguay (bandiera) | C     | Damián Silva           |
| 16 | Grecia (bandiera)  | P     | Stefanos Palavrakis    |
| 18 | Grecia (bandiera)  | C     | Manolis Patralis       |
| 19 | Grecia (bandiera)  | A     | Georgios Makris        |
| 20 | Grecia (bandiera)  | C     | Theodoros Chiritrantas |

| N. |                    | Ruolo | Calciatore            |
| -- | ------------------ | ----- | --------------------- |
| 21 | Grecia (bandiera)  | C     | Antonis Baliktsis     |
| 23 | Grecia (bandiera)  | D     | Marios Kostoulas      |
| 25 | Grecia (bandiera)  | D     | Vasilios Vitlis       |
| 27 | Grecia (bandiera)  | D     | Panagiotis Sengergis  |
| 40 | Grecia (bandiera)  | C     | Christos Sioutas      |
| 44 | Belgio (bandiera)  | C     | Denzel Jubitana       |
| 45 | Polonia (bandiera) | C     | Przemysław Mystkowski |
| 64 | Grecia (bandiera)  | C     | Alexandros Doris      |
| 72 | Grecia (bandiera)  | C     | Aristidis Kokkoris    |
| 77 | Grecia (bandiera)  | P     | Dimosthenis Makris    |
| 91 | Grecia (bandiera)  | A     | Giannis Fakis         |
|    | Albania (bandiera) | A     | Kristjan Kushta       |
|    | Uruguay (bandiera) | D     | Emiliano Álvarez      |

### Rosa 2021-2022
Rosa aggiornata al 3 gennaio 2022.
| N. |                      | Ruolo | Calciatore             |
| -- | -------------------- | ----- | ---------------------- |
| 1  | Grecia (bandiera)    | P     | Chrysostomos Iakovidis |
| 2  | Grecia (bandiera)    | D     | Konstantinos Panagou   |
| 3  | Grecia (bandiera)    | D     | Dimitrios Sgouris      |
| 5  | Polonia (bandiera)   | C     | Sebastian Chrusciel    |
| 6  | Grecia (bandiera)    | C     | Angelos Papasterianos  |
| 7  | Grecia (bandiera)    | D     | Stavros Pīlios         |
| 8  | Brasile (bandiera)   | C     | Vitinho                |
| 10 | Uruguay (bandiera)   | C     | Mathías Tomá           |
| 11 | Argentina (bandiera) | C     | Antonio Napolitano     |
| 14 | Grecia (bandiera)    | C     | Georgios Kakko         |
| 16 | Grecia (bandiera)    | P     | Stefanos Palavrakis    |
| 17 | Grecia (bandiera)    | C     | Manōlīs Papasterianos  |
| 19 | Grecia (bandiera)    | A     | Georgios Makris        |

| N. |                    | Ruolo | Calciatore            |
| -- | ------------------ | ----- | --------------------- |
| 20 | Grecia (bandiera)  | C     | Giannis Papadopoulos  |
| 21 | Grecia (bandiera)  | C     | Antonis Baliktsis     |
| 22 | Grecia (bandiera)  | A     | Michalis Bastakos     |
| 23 | Grecia (bandiera)  | D     | Marios Kostoulas      |
| 25 | Grecia (bandiera)  | C     | Filoxenos Toursidis   |
| 30 | Grecia (bandiera)  | A     | Stathis Eleftheriadis |
| 33 | Grecia (bandiera)  | C     | Nikolaos Masouras     |
| 71 | Grecia (bandiera)  | P     | Dimitrios Grigoriadis |
| 77 | Grecia (bandiera)  | D     | Georgios Manolakis    |
| 91 | Grecia (bandiera)  | A     | Giannis Fakis         |
| 97 | Grecia (bandiera)  | C     | Athanasios Kartsabas  |
| 99 | Albania (bandiera) | C     | Geron Tocka           |
|    | Grecia (bandiera)  | C     | Manolis Patralis      |

### Rosa 2018-2019
Rosa aggiornata al 22 gennaio 2019.
| N. |                      | Ruolo | Calciatore              |
| -- | -------------------- | ----- | ----------------------- |
| 2  | Grecia (bandiera)    | D     | Dimitris Koutromanos    |
| 3  | Grecia (bandiera)    | D     | Michalis Giannitsis     |
| 4  | Grecia (bandiera)    | D     | Geōrgios Kousas         |
| 5  | Grecia (bandiera)    | C     | Dimitris Stamou         |
| 6  | Grecia (bandiera)    | C     | Kōstas Panagiōtoudīs    |
| 7  | Grecia (bandiera)    | A     | Christos Rovas          |
| 8  | Grecia (bandiera)    | C     | Giannis Papadopoulos    |
| 9  | Argentina (bandiera) | A     | Emanuel Perrone         |
| 11 | Grecia (bandiera)    | A     | Markos Dounis           |
| 13 | Grecia (bandiera)    | P     | Petros Gomos            |
| 14 | Brasile (bandiera)   | C     | Cleyton                 |
| 16 | Grecia (bandiera)    | C     | Konstantinos Kaznaferis |
| 18 | Grecia (bandiera)    | D     | Christos Koukolis       |
| 20 | Grecia (bandiera)    | A     | Andreas Tsipras         |
| 22 | Grecia (bandiera)    | D     | Marios Kostoulas        |

| N. |                               | Ruolo | Calciatore                |
| -- | ----------------------------- | ----- | ------------------------- |
| 23 | Grecia (bandiera)             | C     | Petros Orphanides         |
| 24 | Spagna (bandiera)             | D     | Esteban Muñoz             |
| 26 | Grecia (bandiera)             | D     | Petros Kanakoudis         |
| 30 | Grecia (bandiera)             | P     | Georgios Giagiozis        |
| 31 | Grecia (bandiera)             | D     | Vasilios Vitlis           |
| 32 | Grecia (bandiera)             | C     | Nikos Katharios           |
| 33 | Grecia (bandiera)             | D     | Nikos Ziabaris (capitano) |
| 44 | Grecia (bandiera)             | P     | Panagiotis Vosniadis      |
| 55 | Grecia (bandiera)             | C     | Georgios Makris           |
| 71 | Grecia (bandiera)             | P     | Dimitrios Grigoriadis     |
| 77 | Serbia (bandiera)             | P     | Damir Kahriman            |
| 80 | Grecia (bandiera)             | A     | Minas Ptinopoulos         |
| 92 | Grecia (bandiera)             | D     | Georgios Papathanasiou    |
| 99 | Francia (bandiera)            | A     | Guy Gnabouyou             |
|    | Guinea Equatoriale (bandiera) | A     | James Davis Borikó        |

### Rosa 2016-2017
Rosa aggiornata al 2 settembre 2016
| N. |                       | Ruolo | Calciatore                       |
| -- | --------------------- | ----- | -------------------------------- |
| 1  | Brasile (bandiera)    | P     | Huanderson                       |
| 2  | Grecia (bandiera)     | D     | Vasilios Karagounis              |
| 3  | Grecia (bandiera)     | D     | Georgios Saramantas              |
| 4  | Grecia (bandiera)     | D     | Giannis Tsotras                  |
| 5  | Grecia (bandiera)     | D     | Dimitrios Stamou                 |
| 7  | Portogallo (bandiera) | C     | Jorge Monteiro                   |
| 8  | Grecia (bandiera)     | C     | Lefteris Intzoglou               |
| 9  | Argentina (bandiera)  | A     | Emanuel Perrone                  |
| 10 | Brasile (bandiera)    | C     | Leozinho                         |
| 11 | Grecia (bandiera)     | C     | Nikolaos Pourtoulidis (capitano) |
| 14 | Grecia (bandiera)     | C     | Giannis Pasas                    |
| 15 | Romania (bandiera)    | C     | Costin Lazăr                     |
| 18 | Grecia (bandiera)     | A     | Ilias Kalfountzos                |
| 19 | Grecia (bandiera)     | C     | Paulos Kyriakidīs                |

| N. |                       | Ruolo | Calciatore           |
| -- | --------------------- | ----- | -------------------- |
| 20 | Canada (bandiera)     | C     | Emmanuel Zambazis    |
| 21 | Grecia (bandiera)     | C     | Angelos Chanti       |
| 22 | Argentina (bandiera)  | D     | Sebastián Bartolini  |
| 25 | Grecia (bandiera)     | A     | Giannis Loukinas     |
| 26 | Grecia (bandiera)     | D     | Asterios Mouchalis   |
| 30 | Slovacchia (bandiera) | P     | Dušan Perniš         |
| 33 | Grecia (bandiera)     | D     | Nikolaos Ziabaris    |
| 39 | Grecia (bandiera)     | A     | Apostolos Vellios    |
| 40 | Grecia (bandiera)     | P     | Serafim Giannikoglou |
| 44 | Grecia (bandiera)     | C     | Vasilios Amarantidis |
| 77 | Grecia (bandiera)     | D     | Giannis Tsotras      |
| 88 | Grecia (bandiera)     | C     | Ilias Kotsiaridis    |
| 99 | Australia (bandiera)  | A     | Kerem Bulut          |
|    | Grecia (bandiera)     | C     | Vasilīs Aggelopoulos |

### Rosa 2015-2016
Rosa aggiornata al 14 febbraio 2016
| N. |                      | Ruolo | Calciatore                       |
| -- | -------------------- | ----- | -------------------------------- |
| 1  | Brasile (bandiera)   | P     | Huanderson                       |
| 2  | Grecia (bandiera)    | D     | Michalis Boukouvalas             |
| 3  | Grecia (bandiera)    | D     | Georgios Saramantas              |
| 4  | Grecia (bandiera)    | D     | Aristotelīs Karasalidīs          |
| 5  | Grecia (bandiera)    | D     | Dimitrios Stamou                 |
| 6  | Grecia (bandiera)    | C     | Paschalis Kassos                 |
| 7  | Grecia (bandiera)    | A     | Kosmas Tsilianidīs               |
| 8  | Grecia (bandiera)    | C     | Lefteris Intzoglou               |
| 9  | Argentina (bandiera) | A     | Emanuel Perrone                  |
| 10 | Argentina (bandiera) | C     | Diego Romano                     |
| 11 | Grecia (bandiera)    | C     | Nikolaos Pourtoulidis (capitano) |
| 14 | Grecia (bandiera)    | C     | Giannis Pasas                    |
| 15 | Romania (bandiera)   | C     | Costin Lazăr                     |
| 18 | Grecia (bandiera)    | A     | Ilias Kalfountzos                |
| 19 | Grecia (bandiera)    | C     | Paulos Kyriakidīs                |

| N. |                       | Ruolo | Calciatore           |
| -- | --------------------- | ----- | -------------------- |
| 20 | Canada (bandiera)     | C     | Emmanuel Zambazis    |
| 21 | Grecia (bandiera)     | C     | Angelos Chanti       |
| 22 | Argentina (bandiera)  | D     | Sebastián Bartolini  |
| 25 | Grecia (bandiera)     | A     | Giannis Loukinas     |
| 26 | Grecia (bandiera)     | D     | Asterios Mouchalis   |
| 30 | Slovacchia (bandiera) | P     | Dušan Perniš         |
| 33 | Grecia (bandiera)     | D     | Nikolaos Ziabaris    |
| 39 | Grecia (bandiera)     | A     | Apostolos Vellios    |
| 40 | Grecia (bandiera)     | P     | Serafim Giannikoglou |
| 44 | Grecia (bandiera)     | C     | Vasilios Amarantidis |
| 77 | Grecia (bandiera)     | D     | Giannis Tsotras      |
| 88 | Grecia (bandiera)     | C     | Ilias Kotsiaridis    |
| 99 | Australia (bandiera)  | A     | Kerem Bulut          |
|    | Grecia (bandiera)     | C     | Vasilīs Aggelopoulos |

## Palmarès

### Competizioni nazionali
- Coppa di Grecia: 1

1975-1976
- Beta Ethniki: 2

1980-1981, 2014-2015 (gruppo 2)
- Gamma Ethniki: 1

2017-2018 (gruppo 2)

### Competizioni internazionali
- Coppa dei Balcani per club: 1

1984-1985

### Altri piazzamenti
- Campionato greco:

Secondo posto: 1933-1934, 1938-1939, 1946-1947
Terzo posto: 1950-1951, 1983-1984
- Coppa di Grecia:

Finalista: 1946-1947, 1956-1957, 1979-1980, 1986-1987
Semifinalista: 1932-1933, 1957-1958, 1960-1961, 1970-1971, 1974-1975, 1982-1983, 1983-1984, 1993-1994, 1997-1998, 1998-1999, 2000-2001, 2001-2002, 2014-2015
- Coppa dei Balcani per club:

Semifinalista: 1986

## Statistiche

### Partecipazioni alle competizioni
- Partecipazioni alla Souper Ligka Ellada: 50
- Partecipazioni alla Coppa delle Coppe: 1
- Partecipazioni alla Coppa UEFA: 6
- Partecipazioni alla Coppa delle Fiere: 2
- Partecipazioni alla Coppa Intertoto: 3

### Statistiche nelle competizioni UEFA
Tabella aggiornata alla fine della stagione 2017-2018.
| Competizione                  | Partecipazioni | G  | V | N | P | RF | RS |
| ----------------------------- | -------------- | -- | - | - | - | -- | -- |
| Coppa delle Coppe             | 1              | 2  | 0 | 1 | 1 | 0  | 2  |
| Coppa UEFA/UEFA Europa League | 5              | 12 | 4 | 2 | 6 | 8  | 14 |
| Coppa delle Fiere             | 2              | 4  | 1 | 0 | 3 | 4  | 19 |
| Coppa Intertoto               | 3              | 10 | 4 | 1 | 5 | 12 | 20 |